# 広瀬進一

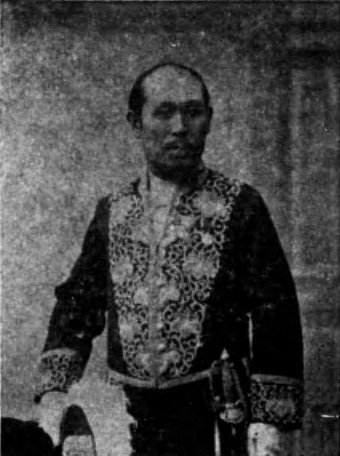
広瀬進一

広瀬 進一（ひろせ しんいち、1845年3月19日（弘化2年2月12日）- 1904年（明治37年）7月29日）は、日本の法制官僚。官選秋田県知事。旧名・篤譲。

## 経歴
本籍・東京府。近江国犬上郡（後の日夏村字古屋、現：彦根市）で、浄土真宗・専精寺住職、広瀬天超の長男として生まれる。漢籍を学び、幕末には三条実美の知遇を得、諸藩の志士と交際した。廃藩置県後に上京し、1871年11月10日（明治4年9月28日）、正院十等出仕となる。 
1874年9月、小野梓らが結成した啓蒙団体「共存同衆」に参加。1876年5月、法制局一等書記に就任。1880年9月、太政官権少書記官となる。以後、参事院議官補、法制局参事官、兼行政裁判所評定官などを歴任。
1892年2月、第1次松方内閣の内務大臣・品川弥二郎、内務次官・白根専一とともに、第2回衆議院議員総選挙における選挙干渉を行った。同年3月、秋田県知事に登用されたが、県会などの批判を受け、同年8月に非職となり、翌月5日、依願免本官となり退官した。

## 栄典
- 1888年（明治21年）12月26日 - 勲六等瑞宝章[2]
- 1889年（明治22年）11月29日 - 大日本帝国憲法発布記念章[3]

## 著書
- 広瀬進一述、藤田祐真記『十七憲法和解』水野佐助、1889年。